# Schefflera pickeringii
Schefflera pickeringii är en araliaväxtart som först beskrevs av Asa Gray, och fick sitt nu gällande namn av David Gamman Frodin. Schefflera pickeringii ingår i släktet Schefflera och familjen araliaväxter.
Artens utbredningsområde är Fiji. Inga underarter finns listade.